# Eric Adams (politicus)
Eric Leroy Adams (New York, 1 september 1960) is een Amerikaans politicus. Sinds 1 januari 2022 is hij de burgemeester van New York. Tussen 2002 en 2025 kwam hij uit voor de Democratische Partij.

## Levensloop
Eerder was hij politieagent (1984–2006), lid van de Senaat van de staat New York (2007–2013) en borough president (stadsdeelvoorzitter) van Brooklyn in de stad New York (2014–2021). 
Op 17 november 2020 maakte Adams bekend deel te zullen nemen aan de burgemeestersverkiezingen van New York 2021 en won die een jaar later. Als 110de burgemeester van New York trad Adams aan op 1 januari 2022. Hij is de tweede zwarte burgemeester in de geschiedenis van de stad, na David Dinkins (1990–1993).
In september 2024 werd een onderzoek ingesteld naar het burgemeesterschap van Adams. Adams werd aangeklaagd op federale beschuldigingen van omkoping, fraude en het werven van illegale buitenlandse campagnedonaties. Hij was de eerste burgemeester in de geschiedenis van New York die tijdens zijn ambt werd beschuldigd van federale misdaden. Adams pleitte onschuldig aan de aanklachten. Hij beweerde dat de aanklachten een vergelding waren voor zijn verzet tegen de aanpak van de migrantencrisis door de regering-Biden. 
In februari 2025 verleende Donald Trump hem gratie en gaf het ministerie van Justitie de opdracht om de aanklacht tegen Adams te laten vallen.
In april 2025 maakte hij bekend dat hij bij de burgemeestersverkiezingen van dat jaar niet meedoet aan de voorverkiezing bij de Democraten, maar onafhankelijke kandidaat is.